# John Varley
John Herbert Varley (Austin, 9 agosto 1947) è uno scrittore e autore di fantascienza statunitense.

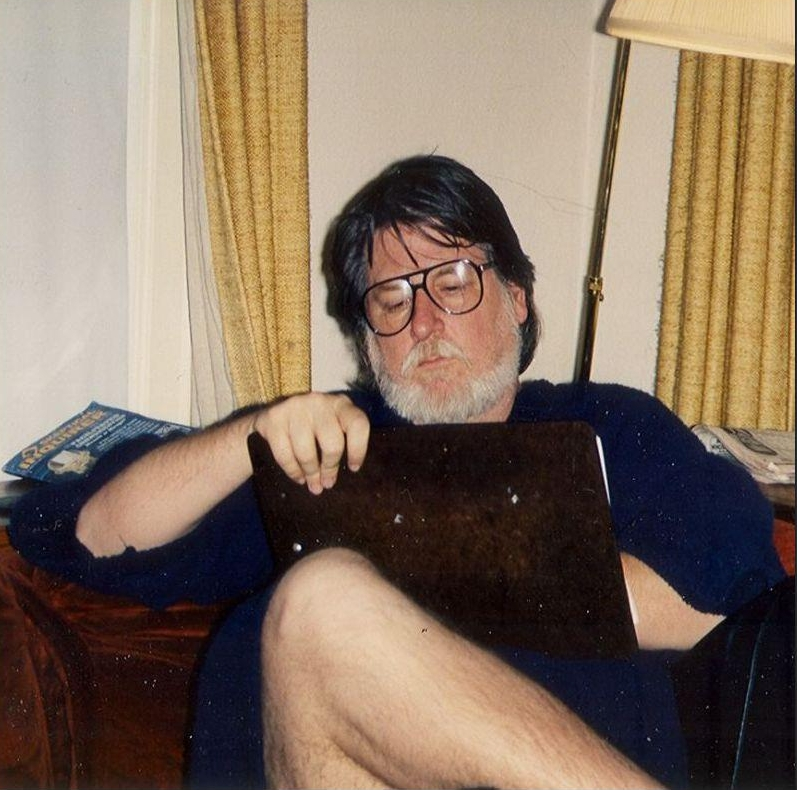
John Varley

Ha vinto per tre volte il premio Hugo e due il premio Nebula, 10 volte il Premio Locus, oltre ad avere vinto il Premio Prometheus e vari altri riconoscimenti.

## Biografia
Varley è cresciuto a Fort Worth in Texas fino al 1957, quando si trasferì a Port Arthur dove conseguì il diploma. Successivamente si iscrisse all'università ma non completò gli studi. Nel 1967, a 20 anni, arrivò nel quartiere di Haight-Ashbury a San Francisco appena in tempo per la "Summer of Love". In questo periodo svolse diversi lavori e cambiò spesso città.
Varley è stato spesso paragonato, anche da Isaac Asimov, a Robert A. Heinlein. Oltre ad avere stili di scrittura abbastanza simili, sono anche accomunati da temi come la libertà individuale e l'amore libero.

## Opere

### Romanzi

#### Serie
- Serie degli Otto Mondi[1]
  - Linea calda Ophiucus (The Ophiuchi Hotline, 1977), Milano, Sonzogno, Fantascienza 6, ott 1978;
  - La spiaggia d'acciaio (Steel Beach, 1992), Milano, Editrice Nord, Cosmo Argento 250, giu 1994;
  - The Golden Globe (1998). Premio Prometheus 1999;
  - Irontown Blues (2018), Milano, Arnoldo Mondadori Editore, Urania 1739, giu 2025
- Serie di Titano (nota, in lingua inglese, anche come Gaean sequence)[1]
  - Titano (Titan, 1979), Milano, Arnoldo Mondadori Editore, Urania 839, 8 giu 1980. Premio Locus 1980.
  - Nel segno di Titano (Wizard, 1980), Milano, Arnoldo Mondadori Editore, Altri mondi 8, ott 1987
  - Demon (Demon, 1984), Milano, Arnoldo Mondadori Editore, Urania 1128 e 1129, giu 1990
- Serie Thunder and Lightning[1]
  - Red Thunder (2003)
  - Red Lightning (2006)
  - Rolling Thunder (2008)
  - Dark Lightning (2014)

#### Romanzi autonomi
- Millennium (Millennium, 1983), Milano, Editrice Nord, Cosmo Argento 165, mar 1986
- Mammoth (2005)

### Raccolte di racconti
- The Persistence of Vision (1978)
- The Barbie Murders (1980) (ripubblicato come Picnic on Nearside, 1984)
- Blue Champagne (1986), parzialmente edita in italiano come Bolle d'infinito, Urania 1102, Arnoldo Mondadori Editore, 1989.
- The John Varley Reader: Thirty Years of Short Fiction (2004)

### Sceneggiatura
- Millennium (1989)

## Riconoscimenti
Lo scrittore ha vinto i seguenti premi:

### 1979
- Premio Hugo per il miglior romanzo breve per l'opera La persistenza della visione (The Persistence of Vision);
- Premio Nebula per il miglior romanzo breve per l'opera La persistenza della visione (The Persistence of Vision);
- Premio Locus per il miglior romanzo breve per l'opera La persistenza della visione (The Persistence of Vision);
- Premio Locus per la migliore raccolta per l'opera The Persistence of Vision;
- Premio Locus per il miglior racconto lungo con l'opera Le vittime (The Barbie Murders).

### 1980
- Premio Locus per il miglior romanzo di fantascienza per l'opera Titano (Titan);
- Premio Analog Readers Poll come migliore serie per l'opera Titano (Titan).

### 1981
- Premio Locus per la migliore raccolta per l'opera The Barbie Murders.

### 1982
- Premio Hugo per il miglior racconto breve per l'opera Lo spacciatore (The Pusher);
- Premio Locus per il miglior racconto breve per l'opera Lo spacciatore (The Pusher);
- Premio Locus per il miglior romanzo breve per l'opera Blue Champagne;
- Premio Science Fiction Chronicle Readers Poll per il miglior racconto breve per l'opera Lo spacciatore (The Pusher).

### 1985
- Premio Locus per il miglior romanzo breve per l'opera Premi Enter (PRESS ENTER);
- Premio Nebula per il miglior romanzo breve per l'opera Premi Enter (PRESS ENTER);
- Premio Locus per il miglior romanzo breve per l'opera Premi Enter (PRESS ENTER);
- Premio Science Fiction Chronicle Readers Poll per il miglior racconto breve per l'opera Premi Enter (PRESS ENTER);

### 1987
- Premio Locus per la migliore raccolta per l'opera Bolle d'infinito (Blue Champagne);
- Premio Seiun per il miglior racconto straniero pubblicato in Giappone per l'opera PRESS ENTER.

### 1999
- Premio Prometheus per il romanzo The Golden Globe.

### 2005
- Premio Locus per la migliore raccolta per l'opera The John Varley Reader.

### 2009
- Robert A. Heinlein Award assegnato da The Heinlein Society per la pubblicazione di opere di fantascienza e saggi che hanno ispirato l'esplorazione umana dello spazio.[3]